# Sommet du G8 de 2006
Pour un article plus général, voir Sommet du G8.
Le sommet du G8 2006, 32e réunion du G8, réunissait les dirigeants des 7 pays démocratiques les plus industrialisés et la Russie, ou G8, du  15 au 16 juillet 2006, dans la ville russe de Saint-Pétersbourg, plus précisément au palais Constantin situé dans la ville de Strelna à environ quinze kilomètres de la métropole. Il s’agit du premier G8 organisé en Russie, après sa première participation en 1997.
La sécurité énergétique, l'éducation et la lutte contre les maladies infectieuses sont les principaux sujets de discussions programmés.

## Participants

### Pays membres permanents
| Participants au G8     |             |                   |                      |
| Membre                 | Membre      | Représenté par    | Fonction             |
| Drapeau du Canada      | Canada      | Stephen Harper    | Premier ministre     |
| Drapeau de la France   | France      | Jacques Chirac    | Président            |
| Drapeau de l'Allemagne | Allemagne   | Angela Merkel     | Chancelière          |
| Drapeau de l'Italie    | Italie      | Romano Prodi      | Président du Conseil |
| Drapeau du Japon       | Japon       | Junichiro Koizumi | Premier ministre     |
| Drapeau du Royaume-Uni | Royaume-Uni | Tony Blair        | Premier ministre     |
| Drapeau de la Russie   | Russie      | Vladimir Poutine  | Président            |
| Drapeau des États-Unis | États-Unis  | George W. Bush    | Président            |

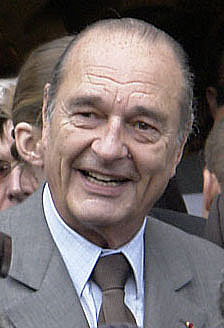
Jacques Chirac
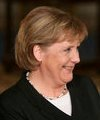
Angela Merkel
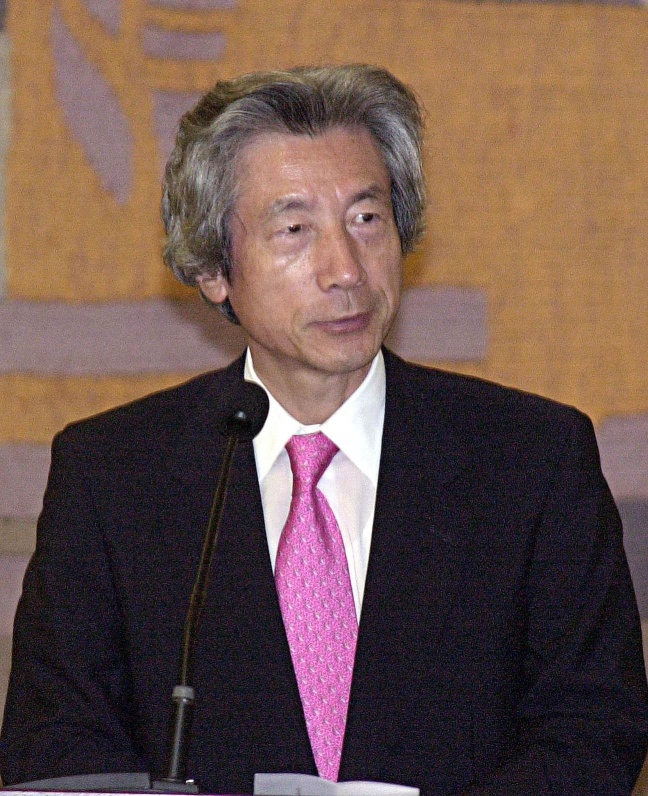
Junichiro Koizumi
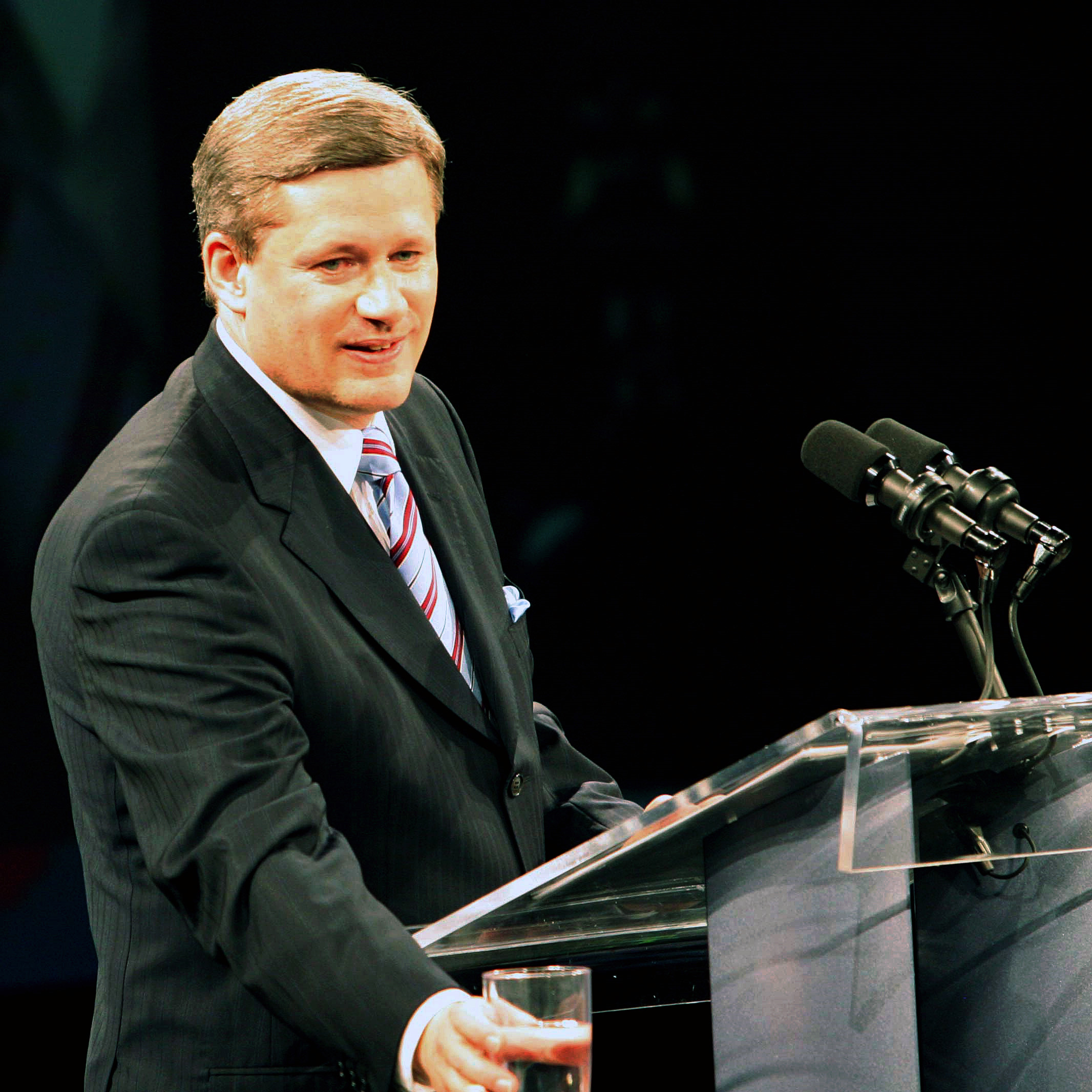
Stephen Harper
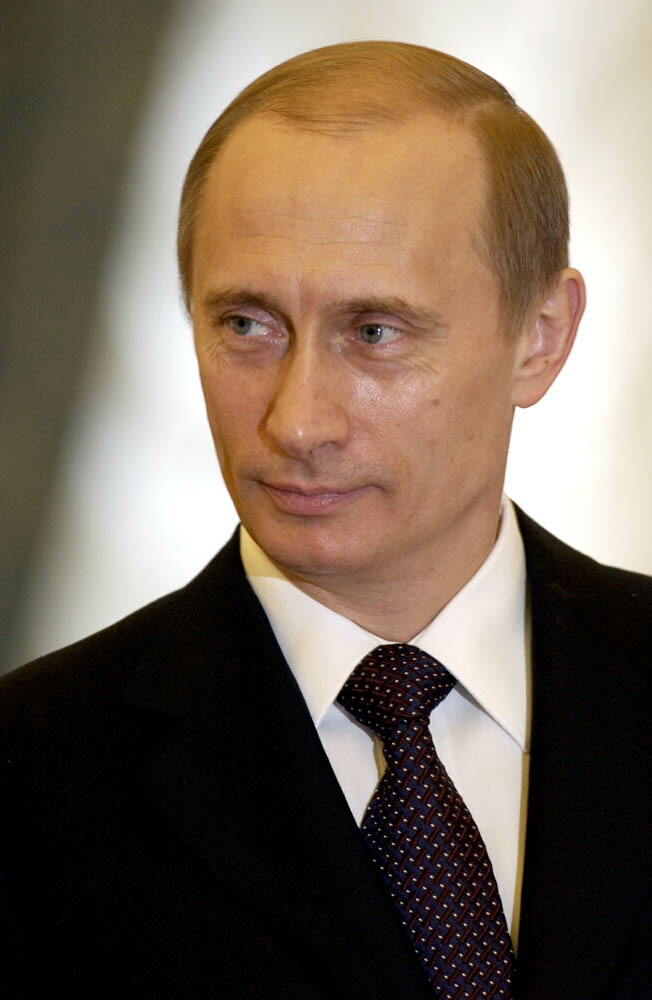
Vladimir Poutine
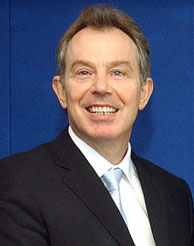
Tony Blair
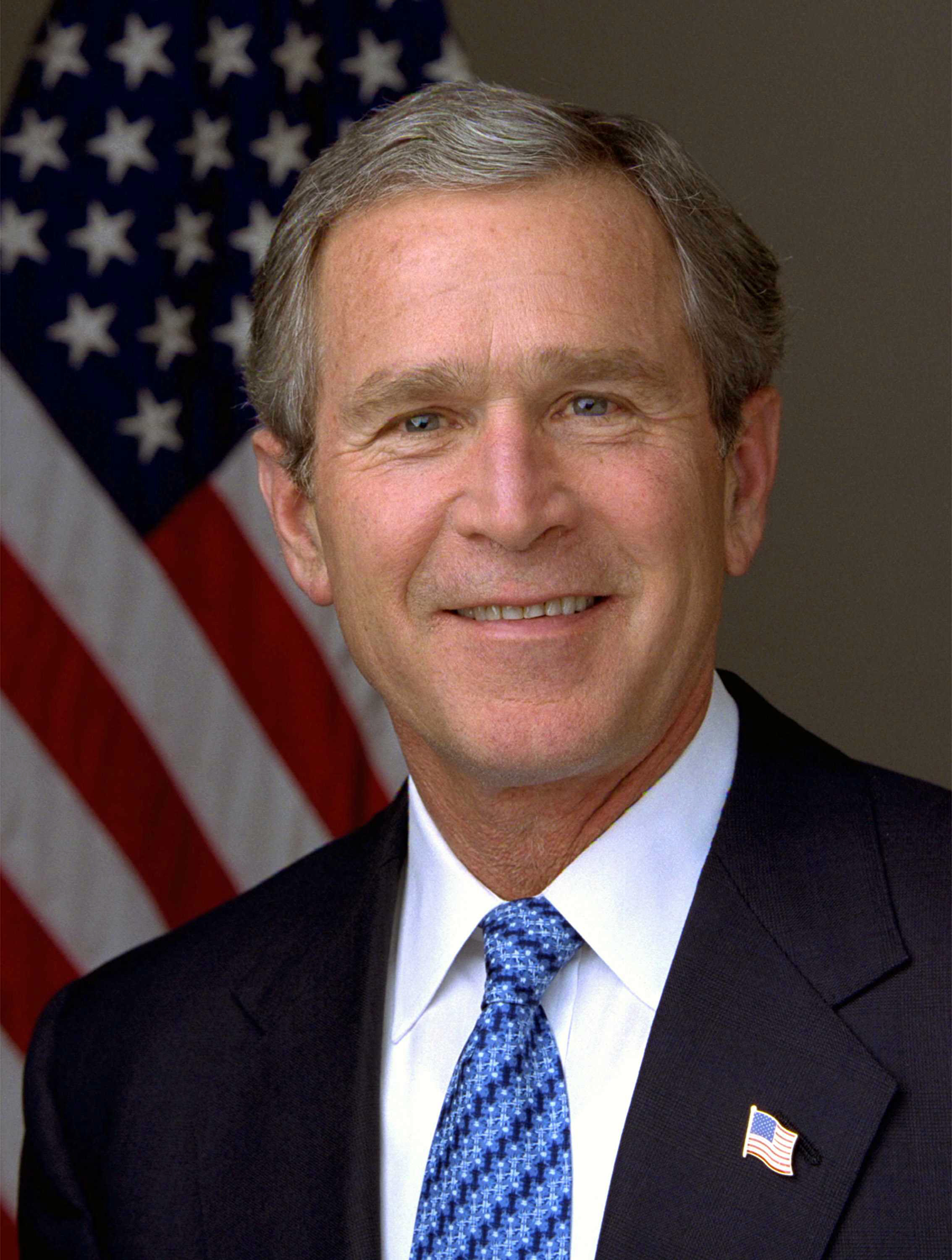
George W. Bush

### Pays invités
| Afrique du Sud Président Thabo Mbeki Brésil Président Lula Chine Président Hu Jintao | Inde Premier ministre Manmohan Singh Mexique Président Vicente Fox |

### Organisations internationales invitées
| Union européenne Présidence : Matti Vanhanen, Premier ministre de Finlande Commission : José Manuel Barroso, président Union africaine Président du République du Congo : Denis Sassou-Nguesso Communauté des États indépendants Président du Kazakhstan : Noursoultan Nazarbaïev ONU Secrétaire général : Ban Ki-moon | AIE Directeur général : Claude Mandil AIEA Directeur général : Mohamed el-Baradei OMS Directeur général par intérim : Anders Nordström UNESCO Directeur général : Kōichirō Matsuura |

## Ordre du jour

### Énergie
Les États-Unis et la Russie souhaitent créer un système qui permettrait à tous les États d'avoir accès à l'énergie nucléaire tout en se prémunissant contre une prolifération des armes atomiques, a déclaré Vladimir Poutine.

### Crises internationales
Trois crises internationales simultanées, l'une au Proche-Orient, l'autre à propos du nucléaire iranien et la troisième concernant le tir de missiles nord-coréens, donnent à ce sommet du G8 une dimension imprévue, avec un ordre du jour imposé par l'actualité.

#### Proche-Orient
Étant donné que le conflit au Proche-Orient est simultané à la tenue du G8, les chefs d'État se succèdent pour donner leurs points de vue. De manière globale, les chefs d'État condamnent les agissement du Hezbollah tout en considérant les réactions d'Israël disproportionnées, même si tous les pays du G8 ne sont pas unanimes (les États-Unis sont moins critiques à l'égard d'Israël par exemple), La France pour sa part, estime, par la voix du porte-parole de l'Élysée, Jérôme Bonnafont, qu'il est contre-productif de chercher les coupables de l'escalade de la tension entre Israël et la Palestine, et que par opposition il serait productif de mobiliser les efforts pour rétablir la paix et revenir aux conditions indispensables à la reprise de la discussion.

### En marge du G8
La Russie souhaitait utiliser le sommet du G8 pour mener des discussions avec les États-Unis sur son entrée dans l'OMC car les délégations des ministères de l'économie des deux pays ne sont pas parvenues à un accord sur l'admission des produits agricoles américains sur le marché russe.